# Moritz Csáky
Moritz Csáky (* 3. April 1936 in Levoča, Tschechoslowakei) ist ein österreichischer Historiker und Kulturwissenschaftler. Er lehrte von 1984 bis 2004 Ordinarius für Österreichische Geschichte an der Universität Graz und war von 1997 bis 2009 Direktor der Kommission bzw. des Instituts für Kulturwissenschaften und Theatergeschichte der Österreichischen Akademie der Wissenschaften.

## Leben
Im Jahr 1945 übersiedelte die Familie aus der Slowakei nach Österreich.
Csáky schloss 1954 das humanistische Gymnasium in Bischofshofen/Salzburg mit der Matura ab und begann das Studium der Philosophie, katholischen Theologie, Ethnologie und Kirchengeschichte in St. Gabriel/Mödling (abs. theol. 1961), Rom (Università Pontificia Gregoriana, Lic. hist. eccl. 1963) und Paris (Institut catholique). Anschließend nahm er ein Studium der allgemeinen Geschichte, Wirtschafts- und Sozialgeschichte und Musikwissenschaft in Wien auf. Dort wurde er 1966 mit einer Arbeit über den „Kulturkampf in Ungarn“, die kirchenpolitische Gesetzgebung der Jahre 1894/1895 zum Dr. phil. promoviert.
Seine Assistententätigkeit führte ihn ans Internationale Forschungszentrum Salzburg (1964–65 bei Erika Weinzierl), danach ans Institut für Geschichte der Universität Wien (seit 1967, bei Heinrich Lutz). Nach Studien- und Forschungsaufenthalten in Paris und Budapest habilitierte er sich für allgemeine Geschichte der Neuzeit (1979 bei Heinrich Lutz und Adam Wandruszka). Von 1984 bis zu seiner Emeritierung im Jahre 2004 war er Ordinarius für österreichische Geschichte an der Universität Graz, wo er von 1997 bis 2001 auch Institutsvorstand am Institut für Geschichte war.
Csáky lehrte an den Universitäten Wien (1967–1984) und Graz (1984–2004) sowie an der Diplomatischen Akademie in Wien (1988–1995).
Mit seiner Aufnahme in die Österreichische Akademie der Wissenschaften (Korrespondierendes Mitglied ab 1991, Wirkliches Mitglied seit 1998) baut Csáky seine Forschungsschwerpunkte zu kulturwissenschaftlichen Fragestellungen in der geschichtlichen Entwicklung Zentraleuropas in der Moderne aus und entwickelt sich zu einem Spezialisten auf diesem Gebiet.
Von 1997 bis 2005 leitete er den SFB Moderne an der Universität Graz, von 1998 bis 2009 die Kommission für Kulturwissenschaften und Theatergeschichte der Österreichischen Akademie der Wissenschaften.

## Mitgliedschaften
- Seit 1992 Obmann des Literatur- und kulturwissenschaftlichen Komitees der Österreichischen und Ungarischen Akademie der Wissenschaften.
- 1992–1995 Gründer und Präsident des Internationalen Forschungszentrums Kulturwissenschaften (IFK).
- Seit 1995 Mitglied des Generalrates des IFK, Wien.
- 1986–1997 Vizepräsident des Fonds zur Förderung der Wissenschaftlichen Forschung FWF.
- Seit 1997 Trustee of the Wittgenstein Archive, Cambridge/UK.
- Von 1998 bis 2010 Obmann der Kommission für Kulturwissenschaften und Theatergeschichte der Österreichischen Akademie der Wissenschaften.
- Seit 1998 (Initiator und) Leiter des Forschungsprogramms Orte des Gedächtnisses an der Österreichischen Akademie der Wissenschaften (1998 ff.).
- Seit 1999 Obmann des Kuratoriums des Instituts für Stadt- und Regionalforschung der Österreichischen Akademie der Wissenschaften.
- 1992–2002 Mitglied der European Science Foundation.
- Seit 2000 Professeur Associé à la Faculté des Lettres de l’Université Laval, Québec/Canada.
- Seit 2005 Mitglied des Entscheidungsgremiums des Sozialwissenschaftlichen Kollegs der OTKA (=Ungarischer Fonds zur Förderung der wissenschaftlichen Forschung), Budapest.
- Seit 2005 Mitglied des wissenschaftlichen Beirates der Direction Générale IV: Education, Culture et Patrimoine, Jeunesse et Sport, Conseil de l’Europe (Europarat), Strasbourg.
- Seit 1998 auswärtiges Mitglied der Ungarischen Akademie der Wissenschaften.

## Auszeichnungen
- 1969: Wien: Leopold-Kunschak-Preis
- 1982: Wien: Anton-Gindely-Preis für Geschichte der Donaumonarchie
- 1990: Budapest: Széchényi Ferenc-Staatspreis
- 1994: Strasbourg: Prix Europe
- 1997: Wien: Wilhelm-Hartel-Preis der Österreichischen Akademie der Wissenschaften*
- 1998: Wien: Karl-von-Vogelsang-Staatspreis für Geschichte der Gesellschaftswissenschaften*
- 2006: Bratislava: Goldene Medaille der Slowakischen Akademie der Wissenschaften
- 2010: Budapest: Imre Henszelmann-Award
- 2019 Pamätná plaketa (Gedenkplakette) der Slowakischen Republik

(* = Basisdotation für die 1997/98 bei der ÖAW eingerichtete Moritz Csáky-Widmung zugunsten der Förderung junger Wissenschaftler aus östlichen und südöstlichen Nachbarländern Österreichs.)

## Publikationen
Monographien:
- Der Kulturkampf in Ungarn. Die kirchenpolitische Gesetzgebung der Jahre 1894/95 (= Studien zur Geschichte der österreichisch-ungarischen Monarchie 6), Graz/Wien/Köln: Böhlau 1967.
- Von der Aufklärung zum Liberalismus. Studien zum Frühliberalismus in Ungarn (= Veröffentlichung der Kommission für die Geschichte Österreichs 10), Wien: ÖAW 1981.
- Ideologie der Operette und Wiener Moderne. Ein kulturhistorischer Essay, Wien/Köln/Weimar: Böhlau 1996, ²1998 (ungarisch 1999, slowenisch 2001, russisch 2001, rumänisch 2013).
- Das Gedächtnis der Städte. Kulturelle Verflechtungen – Wien und die urbanen Milieus in Zentraleuropa, Wien/Köln/Weimar: Böhlau 2010.
- „Es gibt eine Überlieferung die Katastrophe ist“. Die Mehrfachcodierung von Gedächtnis und Erinnerung in Zentraleuropa, Bratislava/Bremen: Univerzita Komenského/edition lumière 2017.
- Das Gedächtnis Zentraleuropas. Kulturelle und literarische Projektionen auf eine Region, Wien/Köln/Weimar: Böhlau 2019.
- Das kulturelle Gedächtnis der Wiener Operette. Regionale Vielfalt im urbanen Milieu, Wien: Hollitzer 2021, ISBN 978-3-99012-950-0.

Aufsätze:
- Die Römisch-katholische Kirche in Ungarn, in: Adam Wandruszka, Peter Urbanitsch (Hrsg.): Die Habsburgermonarchie 1848–1918, Bd. 4: Die Konfessionen, Wien: ÖAW 1983, S. 248–331.
- Die ‚Sodalitas littararia Danubiana‘: historische Realität oder poetische Fiktion des Conrad Celtis? In: Herbert Zeman (Hrsg.): Die österreichische Literatur. Ihr Profil von den Anfängen im Mittelalter bis ins 18. Jahrhundert. Teil II, Graz: ADVA 1986, S. 739–758.
- Critères d’une auto-reconnaissance sous la Monarchie des Habsbourg, in: Les Temps Modernes 48 (Mai 1992), S. 154–170.
- Die Wiener Moderne. Ein Beitrag zu einer Theorie der Moderne in Zentraleuropa, in: Rudolf Haller (Hrsg.): nach kakanien. Annäherung an die Moderne, Wien/Köln/Weimar: Böhlau 1996, S. 59–102.
- Multicultural Communities: Tensions and Qualities. The Example of Central Europe, in: Eve Blau, Monika Platzer (ed.): Shaping the Great City. Modern Architecture in Central Europe 1890–1937, München/London/New York: Prestel 1999, S. 43–55.
- Operetta, in: Jean-Jacques Nattiez, Margaret Bent, Rossana Dalmonte, Mario Baroni (ed.): Enciclopedia della musica IV: Storia della musica europea, Torino: Einaudi 2004, S. 976–1001.
- A kommunikációs térként értett kultúra. Közép-Európa példája, in: Irodalomtörténet XLI (Budapest 2010/1), S. 3–27.
- Culture as a Space of communication, in: Johannes Feichtinger, Gary B. Cohen (ed.): Understanding Multiculturalism. The Habsburg Central Europe Experience, New York-Oxford: Berghahn 2014, S. 187–208.
- Speisen und Essen aus kulturwissenschaftlicher Perspektive, in: Moritz Csáky, Georg-Christian Lack (Hrsg.): Kulinarik und Kultur. Speisen als kulturelle Codes in Zentraleuropa, Wien/Köln/Weimar: Böhlau 2014, S. 9–36.
- Kafka, die Operette und die Musik des jiddischen Theaters, in: Steffen Höhne, Alice Stašková (Hrsg.): Franz Kafka und die Musik, Köln/Weimar/Wien: Böhlau 2017, S. 35–61.
- Komplexní prostor literární komunikace, in: Česká Literatura 2/2019, S. 213–223.
- Zentraleuropa: Sprachliche Polyphonie und Kommunikation, in: Marek Nekula (Hrsg.): Zeitschriften als Knotenpunkte der Moderne/n, Heidelberg: Winter 2019, S. 73–91.

Editionen:
- Hermann Bahr, Tagebücher - Skizzenbücher - Notizhefte, Bd. 1: 1885–1890. Hrsg. von Moritz Csáky, bearbeitet von Lottelis Moser und Helene Zand, Wien/Köln/Weimar: Böhlau 1994.
- Hermann Bahr, Tagebücher - Skizzenbücher - Notizhefte, Bd. 2: 1890–1900. Hrsg. von Moritz Csáky, bearbeitet von Helene Zand, Lottelis Moser und Lukas Mayerhofer, Wien/Köln/Weimar: Böhlau 1996.
- Hermann Bahr, Tagebücher - Skizzenbücher - Notizhefte, Bd. 3: 1901–1903. Hrsg. von Moritz Csáky, bearbeitet von Helene Zand und Lukas Mayerhofer, Wien/Köln/Weimar: Böhlau 1997.
- Hermann Bahr, Tagebücher–Skizzenbücher–Notizhefte, Bd. 4: 1904–1905. Hrsg. von Moritz Csáky, bearbeitet von Lukas Mayerhofer und Helene Zand, Wien–Köln–Weimar: Böhlau 2000.
- Hermann Bahr, Tagebücher-Skizzenbücher-Notizhefte, Bd. 5: 1906–1908. Hrsg. von Moritz Csáky, bearbeitet von Kurt Ifkovits und Lukas Mayerhofer, Wien/Köln/Weimar: Böhlau 2003.

Herausgeberschaft:
- Europa im Zeitalter Mozarts, Hrsg. von Moritz Csáky und Walter Pass, bearb. von Harald Haslmayr und Alexander Rausch, Wien/Köln/Weimar: Böhlau 1995.
- Literatur als Text der Kultur, Hrsg. von Moritz Csáky und Richard Reichensperger, Wien: Passagen 1999.
- Kolektívne identity v strednej Európe v období moderny, zostavili Moritz Csáky, Elena Mannová, Bratislava: Academic Electronic Press 1999.
- Speicher des Gedächtnisses. Bibliotheken, Museen, Archive Teil 1: Absage an und Widerherstellung von Vergangenheit. Kompensation von Geschichtsverlust. Hrsg. von Moritz Csáky und Peter Stachel, Wien: Passagen 2000.
- Ambivalenz des kulturellen Erbes – Vielfachcodierung des historischen Gedächtnisses (= Paradigma: Zentraleuropa Bd. 1). Hrsg. von Moritz Csáky und Klaus Zeyringer, Innsbruck/Wien/München: Studienverlag 2000.
- Speicher des Gedächtnisses. Bibliotheken, Museen, Archive Teil 2: Die Erfindung des Ursprungs. Die Systematisierung der Zeit. Hrsg. von Moritz Csáky und Peter Stachel, Wien: Passagen 2001.
- Die Verortung von Gedächtnis. Hrsg. von Moritz Csáky und Peter Stachel, Wien: Passagen 2001.
- Pluralitäten, Religionen und kulturelle Codes (= Paradigma: Zentraleuropa Bd. 3). Hrsg. von Moritz Csáky und Klaus Zeyringer, Innsbruck/Wien/München: Studienverlag 2001.
- Mehrdeutigkeit. Die Ambivalenz von Gedächtnis und Erinnerung. Hrsg. von Moritz Csáky und Peter Stachel, Wien: Passagen 2002.
- Inszenierungen des kollektiven Gedächtnisses. Eigenbilder, Fremdbilder (= Paradigma: Zentraleuropa Bd. 4). Hrsg. von Moritz Csáky und Klaus Zeyringer, Innsbruck/Wien/München/Bozen: Studienverlag 2002.
- Kultur, Identität, Differenz. Wien und Zentraleuropa in der Moderne. Hrsg. von Moritz Csáky, Astrid Kury, Ulrich Tragatschnig, Innsbruck/Wien/München/Bozen: Studienverlag 2004.
- Barock – ein „Ort des Gedächtnisses“. Interpretament der Moderne/Postmoderne. Mit einer CD von Sherri Jones. Hrsg. von Moritz Csáky, Federico Celestini, Ulrich Tragatschnig, Wien/Köln/Weimar: Böhlau 2007.
- Europa – geeint durch Werte? Die europäische Wertedebatte auf dem Prüfstand der Geschichte. Hrsg. von Moritz Csáky, Johannes Feichtinger, Bielefeld: transcript 2007.
- Jenseits von Grenzen. Transnationales, translokales Gedächtnis. Hrsg. von Moritz Csáky, Elisabeth Großegger, Wien: Praesens 2007.
- Kommunikation, Gedächtnis, Raum. Kulturwissenschaften nach dem „Spatial Turn“. Hrsg. von Moritz Csáky, Christoph Leitgeb, Bielefeld: transcript 2009.
- Kulinarik und Kultur. Speisen als kulturelle Codes in Zentraleuropa. Hrsg. von Moritz Csáky, Georg-Christian Lack, Wien/Köln/Weimar: Böhlau 2014.